# Pierre Bolle
Pierre Bolle (Grenoble, 3 de abril de 1960) es un expiloto de motociclismo francés, que compitió en el Campeonato del Mundo de Motociclismo entre 1981 y 1986.

## Biografía
Practicó durante 8 años deportes de combate, especialmente lucha libre, ganando tres veces el título de campeón de Francia e, incluso, es seleccionado para los Juegos Olímpicos.
A los 20 años, cambia al mundo de las motocicletas siguiendo la estela de su hermano Jacques Bolle. Después de las carreras de promoción, se le permite participar en las pruebas del Gran Premio de Francia del Mundial, donde acaba quinto. Durante seis años, participa en el Mundial. Su mejor resultado sería en sus dos últimas temporadas como profesional (1985 y 1986) en las que acabaría en la undécima posición de la general de la cilindrada de 250cc.
Bolle también tuvo buenas actuaciones en el Motociclismo de resistencia. En 1982, acaba segundo en las 24 Horas de Le Mans,  una competición en la que acabará seis veces subcampeón y en 1986, consigue su victoria más destacadaː el Bol d'Or.
Después de su retirada, realiza diferentes trabajos como editor de revistas, director de un castillo en la Bretaña, instructor de motociclismo e, incluso, tiene pequeños papeles en películas. A finales de los 90, se convierte en terapeuta donde asesora a diferentes atletas de alto nivel.

## Resultados en el Campeonato del Mundo
Sistema de puntuación desde 1969 hasta 1987:
| Posición | 1.º | 2.º | 3.º | 4.º | 5.º | 6.º | 7.º | 8.º | 9.º | 10.º |
| Puntos   | 15  | 12  | 10  | 8   | 6   | 5   | 4   | 3   | 2   | 1    |

### Carreras por año
(Carreras en negrita indica pole position, carreras en cursiva indica vuelta rápida)
| Año  | Cat.  | Equipo       | Moto  | 1       | 2       | 3      | 4     | 5       | 6       | 7       | 8       | 9      | 10      | 11      | 12      | 13      | 14 | Pts. | Pos. |
| ---- | ----- | ------------ | ----- | ------- | ------- | ------ | ----- | ------- | ------- | ------- | ------- | ------ | ------- | ------- | ------- | ------- | -- | ---- | ---- |
| 1981 | 250cc | Yamaha       | ARG - |         | GER -   | NAT -  | FRA 5 | ESP -   |         | NED -   | BEL Ret | RSM 15 | GBR 14  | FIN -   | SWE Ret | CZE -   |    | 6    | 24.º |
| 1981 | 350cc | Yamaha       | ARG - | AUT -   | GER -   | NAT -  |       |         | YUG -   | NED -   |         |        | GBR DNQ |         |         | CZE Ret |    | 0    | -    |
| 1982 | 250cc | Yamaha       |       |         | FRA Ret | ESP 14 | NAT - | NED -   | BEL Ret | YUG -   | GBR 21  | SWE 11 | FIN -   | CZE -   | SMR -   | GER -   |    | 7    | 22.º |
| 1982 | 350cc | Yamaha       | ARG - | AUT -   | FRA -   |        | NAT - | NED 9   |         |         | GBR -   |        | FIN 6   | CZE 16  |         | GER 15  |    | 7    | 22.º |
| 1983 | 250cc | Yamaha       | RSA - | FRA 12  | NAT -   | GER -  | ESP - | AUT -   | YUG -   | NED -   | BEL -   | GBR -  | SWE -   |         |         |         |    | 0    | -    |
| 1984 | 250cc | Pernod       | RSA - | NAT -   | ESP -   | AUT -  | GER - | FRA 13  | YUG -   | NED -   | BEL -   | GBR -  | SWE -   | RSM -   |         |         |    | 0    | -    |
| 1985 | 250cc | Bakker-Honda | RSA - | ESP DNQ | GER 13  | NAT 10 | AUT 8 | YUG 8   | NED 11  | BEL Ret | FRA 6   | GBR 6  | SWE 6   | RSM Ret |         |         |    | 22   | 11.º |
| 1986 | 250cc | Parisienne   | ESP 6 | NAT 8   | GER 6   | AUT 16 | YUG 9 | NED Ret | BEL Ret | FRA 7   | GBR Ret | SWE -  | RSM 9   |         |         |         |    | 21   | 11.º |